# Vom Schem Hamphoras

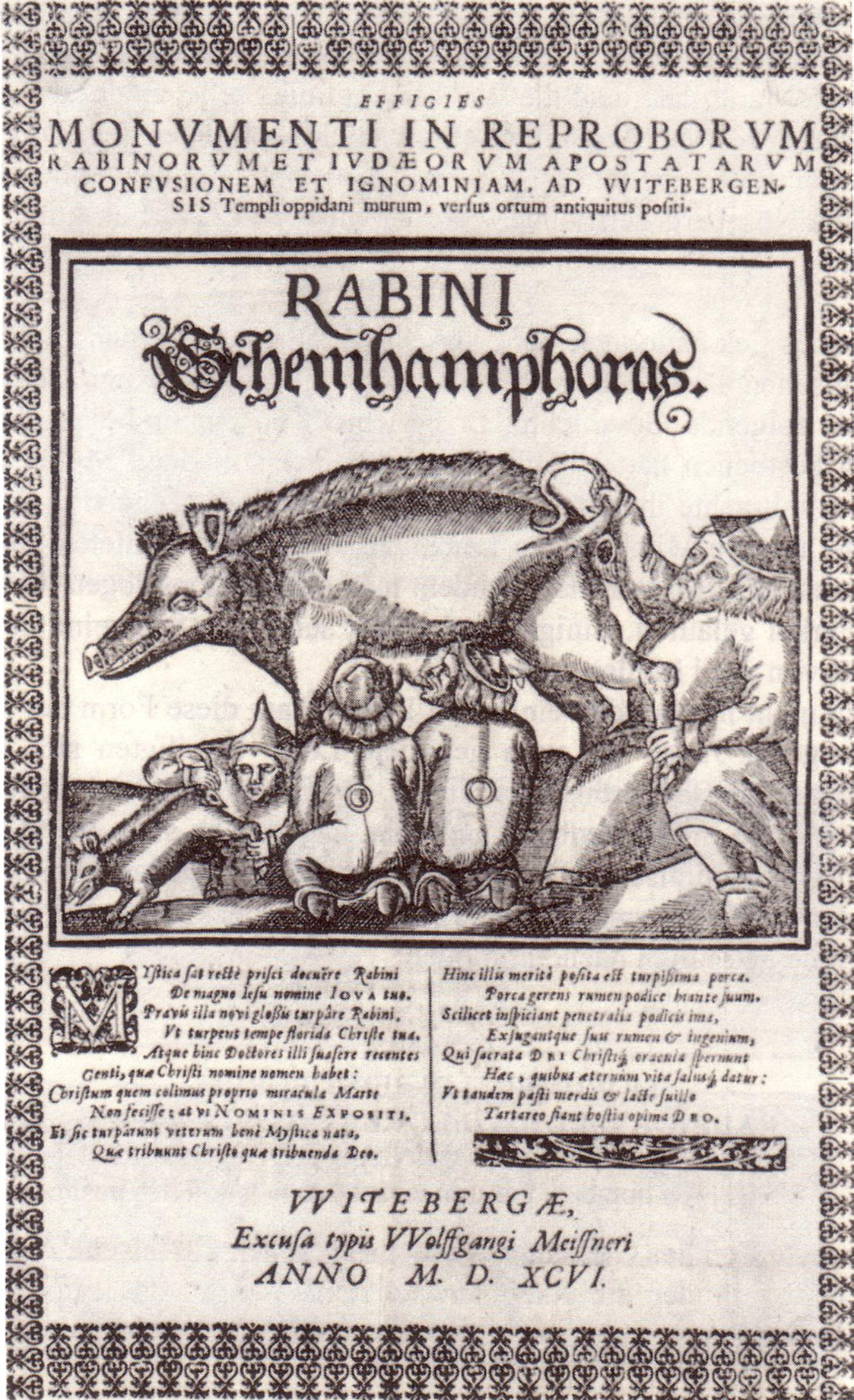
Wittenberger „Judensau“

„Vom Schem Hamphoras und vom Geschlecht Christi“ ist eine antijudaistische Schmähschrift des Reformators Martin Luther aus dem Jahr 1543. Sie dämonisierte das rabbinische Judentum und den Talmud als Ausgeburt des Teufels und verhöhnte in äußerst obszöner Sprache die jüdische Gottesbezeichnung Ha-Schem Ha-Mephorasch, die den unaussprechlichen biblischen Eigennamen Gottes JHWH umschreibt. Damit verleumdete und diffamierte Luther das Judentum und sprach ihm jede Daseinsberechtigung ab.
Luther benutzte hier auch das mittelalterliche „Judensau“-Relief an der Stadtkirche Lutherstadt Wittenberg zur Diffamierung. Damit überlieferte er dieses Motiv in die Neuzeit und bereitete so den modernen Antisemitismus mit vor.

## Historischer Kontext
Die Schmähschrift ist die zweite von drei antijüdischen Schriften Luthers von 1543, die in der Tradition der christlichen Adversus-Judaeos-Polemiken seit der Spätantike stehen. Ihr ging Luthers Hetzschrift Von den Jüden und iren Lügen (Januar 1543) voraus; ihr folgte die stärker exegetische Schrift Von den letzten Worten Davids (Herbst 1543). Im Januar 1543 hatte Luther die Schrift Vom Schem Hamphoras schon angekündigt; sie erschien gedruckt im März jenes Jahres.
Der Titel bezieht sich auf den hebräischen Ausdruck Ha-Schem Ha-Mephorasch („der unverstellte Name“), der den Eigennamen Gottes JHWH im Tanach umschreibt. Der Ausdruck ist in der jüdischen Mischna seit dem 2. Jahrhundert als Ersatzbezeichnung und Erläuterung des biblischen Gottesnamens überliefert, dessen Aussprache im Judentum vermieden wird. Die jüdische Kabbalistik entwickelte daraus im 13. Jahrhundert eine auf die Gematrie gestützte spekulative Geheimlehre.

## Inhalt
Die Juden, so begann Luthers Schmähschrift, hätten Herzen aus Holz, Stein und Eisen. Sie seien ebenso unbekehrbar wie der Teufel selbst. Sie seien dazu verdammt, in der Hölle zu brennen. Sollte jemand meinen, dies Urteil sei zu hart, so könne man gegenüber dem Herrn der Juden, nämlich dem Teufel, nie deutlich genug sein. Wie schon in seiner Vorlesung zum Römerbrief von 1515/16 widersprach Luther damit dem Apostel Paulus von Tarsus: Dieser hatte in Röm 11,25–29  ultimativ betont, trotz seiner mehrheitlichen Ablehnung Jesu Christi werde Gott ganz Israel zuletzt erretten. Dies konnte Luther nicht akzeptieren:

„Vom ganzen Haufen mag hoffen, wer da will, ich habe da keine Hoffnung… können wir doch unsere Christen, den großen Haufen, nicht bekehren, müssen uns am kleinen Häuflein genügen lassen. Wieviel weniger ist möglich, diese Teufelskinder alle zu bekehren. Denn daß etliche aus der Epistel an die Römer im 11. Kapitel solchen Wahn schöpfen, als sollten alle Juden bekehrt werden am Ende der Welt, ist nichts.“

Dies war nicht nur Ausdruck seiner Enttäuschung über den für ihn ungünstigen Verlauf der Reformation und eine gescheiterte Judenmission, sondern Bestandteil und Folge seiner antijudaistischen Substitutionstheologie, wonach das Judentum seit Jesu Tod nicht mehr das auserwählte Gottesvolk, sondern von Gott verworfen sei.
Im ersten Teil der Schmähschrift übersetzte Luther eine Passage aus den antichristlichen Toledot Jeschu (~ 7. Jahrhundert) ins Deutsche. Die Passage stellte Jesus von Nazaret polemisch als jüdischen Irrlehrer dar, der sich in den Besitz jenes unverstellten Gottesnamens gebracht und damit schwarze Magie betrieben habe. Der Reformator Wolfgang Capito hatte diese Schrift wenige Jahre zuvor mit Johannes Reuchlin gegen Johannes Pfefferkorn ausdrücklich als nicht repräsentativ für das rabbinische Judentum eingestuft.
Luther, der Reuchlin 1517 verteidigt und die von dessen Gegnern angestrebte Talmud-Verbrennung abgelehnt hatte, wollte 1543 das Gegenteil beweisen. Er entnahm jene antichristliche Passage nicht aus einer hebräischen Originalhandschrift, sondern aus der lateinischen antijudaistischen Schrift Victoria Porcheti adversus impios Hebraeos (13. Jahrhundert; nachgedruckt um 1520). Darin hatte der Autor Porchetus Salvaticus, ein Mönch des Kartäuser-Ordens, über die Herkunft der jüdischen Gottesbezeichnung Schem Ha Mphoras berichtet, deren jüdische Verehrung verhöhnt und sie als Aberglauben der Juden bloßzustellen versucht. Im Anschluss daran stellte Luther die gematrischen Spekulationen der Kabbalistik als teuflisch pervertierte und für Zauberei missbrauchte Praxis des gesamten Judentums dar. Dabei berief er sich auf die antijudaistische Schrift Der gantz jüdisch Glaub (1530) von Antonius Margaritha, der ein jüdisches Gebot zur Spekulation über den Gottesnamen behauptet hatte.
Im zweiten Teil versuchte Luther das Argument zu entkräften, Jesus könne nicht der Messias der Juden sein, weil seine Abstammung von König David aus dem Stamm Juda nicht zu beweisen sei. Die Vertreter dieses Arguments beriefen sich auf den Stammbaum des Josef von Nazaret in Mt 1,1–16 , in dem Jesu Mutter Maria nicht vorkommt. Ihre Meinung hatte Luther eventuell in einer verschollenen Schrift der Sabbater vorgefunden, gegen die er 1538 mit der Gegenschrift Wider die Sabbather polemisiert hatte. Hauptaddressaten Luthers waren hier wie 1538 Christen, die als Konvertiten zum Judentum übergetreten waren oder übertreten wollten.
Im dritten Teil verhöhnte Luther jene Konvertiten und alle Juden als Verehrer von Exkrementen des Teufels. Er fragte nach der Herkunft der jüdischen Kabbalistik und antwortete mit einer Beschreibung des um 1290 angefertigten „Judensau“-Reliefs an der Stadtkirche Wittenberg: Es zeige einen Rabbiner, „der bückt sich und guckt mit großem Fleiß der Sau unter dem Schwanz in den Talmud hinein als wollte er etwas Scharfsinniges und Besonderes lesen und ersehen. Daselbsther haben sie gewiss ihren Schem Hamphoras.“ Das Relief habe ein „gelehrter ehrlicher Mann“ anfertigen lassen, der „den unflätigen Lügen der Juden feind gewesen ist“. Dazu zitierte Luther eine angebliche deutsche Redewendung über „einen, der große Klugheit ohne Grund vorgibt: Wo hat er’s gelesen? Der Sau im Hintern.“ Damit setzte Luther den Talmud mit einem für gläubige Juden unreinen Tier gleich, verhöhnte den jüdischen Gottesnamen und die im Talmud gesammelte Tora-Auslegung des rabbinischen Judentums als lächerliche Schweinerei.
Im Kontext erklärte Luther das Toraverbot, Schweinefleisch zu essen, aus der Wesensgleichheit von Juden und Schweinen. Zuletzt höhnte er, man könne den Gottesnamen Schem Hamphoras leicht in die hebräische Buchstabenfolge Sham haperesh umwandeln. Damit mache sich der Teufel über seine Gefangenen, die Juden, lustig: Während sie glaubten, den Gottesnamen zu verehren und davon große Dinge erhofften, bedeute das Wort in Wahrheit „Hier ist Dreck“. Wörtlich schrieb er: Scham Haperes bedeute „Hier Dreck, nicht der auf der Gasse liegt, sondern aus dem Bauch kommt, ‚Scham‘ heißt: hier oder da, ‚Peres‘, das der Sau und allen Tieren in den Därmen ist.“ So verwandelte Luther den unaussprechlichen Gottesnamen mit nicht zu steigernder Polemik in Schweinekot.

## Rezeption

### 16. Jahrhundert
Die Schmähschrift sollte Luthers politische Forderungen vom Januar 1543 untermauern: Die Fürsten sollten die jüdische Religionsausübung dauerhaft unmöglich machen, dazu die jüdischen Synagogen, Schulen, Häuser und Schriften zerstören und die Juden vertreiben oder zu Zwangsarbeit verdammen. Ende März 1543 sandte Luthers Mitstreiter Philipp Melanchthon seine Schmähschrift daher an Kurfürst Philipp von Hessen. Der Reformator Andreas Osiander distanzierte sich in einem Brief an den humanistischen Rabbiner Elijah Levita  davon. Melanchthon gab diese Kritik jedoch nicht weiter und versicherte, Luther habe nichts davon erfahren. Der Reformator Heinrich Bullinger schrieb 1545: Selbst wenn ein Schweinehirte, kein Seelenhirte Luthers „schweinischen, dreckigen Schemhamphorasch“ verfasst hätte, wäre das nur eine schwache Entschuldigung für diese Schrift. Ähnlich äußerte sich Martin Bucer.
Der Rabbiner Josel von Rosheim, damaliger Anwalt des Judentums in deutschsprachigen Gebieten, beantragte 1543 beim Stadtrat von Straßburg, Luthers Hetzschriften jenes Jahres zu verbieten, da er Judenpogrome als ihre Auswirkung befürchtete. Man habe ihm berichtet, so schrieb er an den Stadtrat, dass die Juden an vielen Orten, darunter Meißen und Braunschweig, wegen des Abdrucks von Luthers Hetzschriften ‚hart beschwert, beraubt, verjagt und an Leib und Gütern geschädigt‘ worden seien. Er erreichte, dass der Straßburger Stadtrat ein Druckverbot für jene Schriften Luthers erließ.
Zwar folgte Philipp von Hessen Luthers Forderungen von 1543 nicht, ließ aber unter dem Einfluss der Schmähschrift jüdische Schriften inspizieren und verschärfte die bestehenden Lästerungs- und Disputationsverbote für Juden.
Infolge der Schmähschrift Luthers wurde das „Judensau“-Relief an der Stadtkirche Lutherstadt Wittenberg 1570 von deren Nordseite an die Südostmauer versetzt, an der vom Markt kommende Juden auf dem Weg in die Judengasse vorbeigehen mussten. Zudem erhielt das Relief die (später vergoldete und verzierte) Überschrift Rabini Schem HaMphoras. Das identifizierte den Gottesnamen mit einem für gläubige Juden unreinen Tier, bedeutete also für sie eine ungeheure Blasphemie und Verachtung ihres Glaubens.
Luthers rhetorisch offensive Aufnahme des Judensaumotivs ging in die reformatorische Beispiel- und Historienliteratur ein. 1596 hielt der Wittenberger Hebräischprofessor Laurentius Fabricius eine akademische Rede über den verborgenen jüdischen Gottesnamen und erklärte das örtliche „Judensau“-Relief als bloßes Mittel, Juden vom Betreten der Stadtkirche abzuhalten. Obwohl diese rationalisierende Rechtfertigung nicht zutraf (Juden neigten nicht zu Kirchenbesuchen), wurde sie später oft zustimmend aufgegriffen. Druckgrafiken verbreiteten das „Judensau“-Motiv weiter und verknüpften es mit der Ritualmordlegende, so dass diese mittelalterlichen Schmähungen ihre Wirkmacht in der Neuzeit behielten. Zahlreiche Traktate europäischer Gelehrter behandelten von da an das „Judensau“-Thema.

### 19. Jahrhundert
Zum Reformationsjubiläum 1817 gab der lutherische Theologe Friedrich Wilhelm Lomler eine Auswahl der Schriften Luthers als „Denkmahl der Dankbarkeit des deutschen Volkes“ (Untertitel) heraus. Er urteilte über Vom Schem Hamphoras: „Eine Schrift, worin man auf die eckelhaftesten Stellen stößt, die man nie wieder hätte abdrucken sollen“.

### 20. Jahrhundert

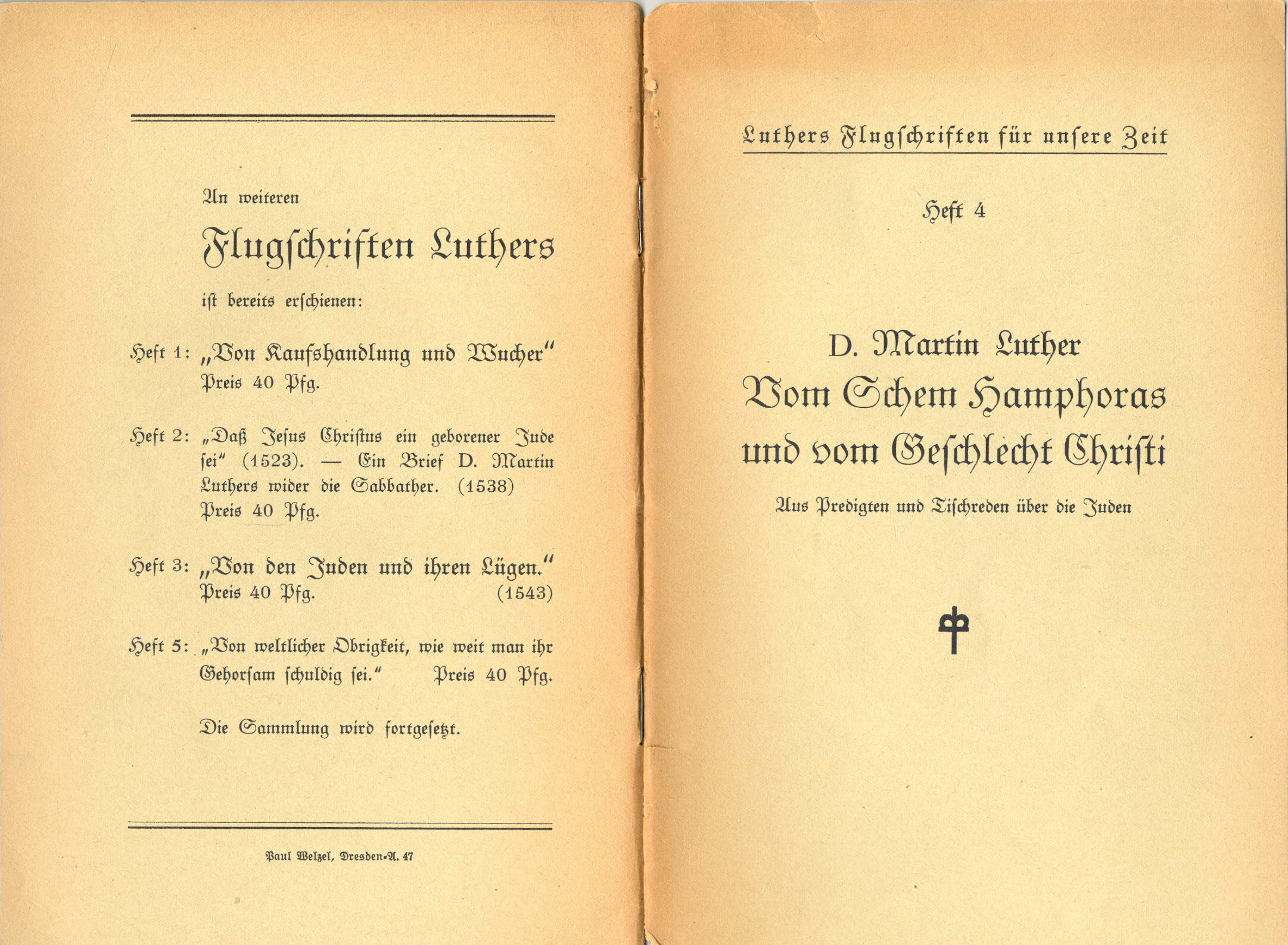
Georg Buchwald (Hrsg.): Vom Schem Hamphoras und vom Geschlecht Christi, Titelblatt und Rückseite der Ausgabe 1931

In den 1930er Jahren veröffentlichten mehrere konservative Lutheraner von ihnen ausgewählte und redigierte „Judenschriften“ Luthers, um ihre eigenen antijudaistischen und antisemitischen Ansichten zu stützen. Georg Buchwald publizierte 1931 unter anderem Auszüge des Schem Hamphoras für den Dresdner Landesverein für Innere Mission. Walter Holsten veröffentlichte 1936 eine Ausgabe der „Judenschriften“ Luthers im Christian Kaiser Verlag; im Jahr der Novemberpogrome 1938 erschien die zweite Auflage. Dies zeigt die antisemitische Rezeption der Schmähschriften Luthers in der Zeit des Nationalsozialismus, auch bei Vertretern der Bekennenden Kirche (BK), die sich sonst von den Deutschen Christen abgrenzten.
Laut einigen Historikern trugen Luthers antijüdische Pamphlete von 1543 erheblich zum Entstehen des modernen Antisemitismus in deutschsprachigen Gebieten bei. Sie bildeten in den 1930er und 1940er Jahren eine „ideale Untermauerung“ für die Judenverfolgung der Nationalsozialisten. So wurde laut Augenzeugen am 9. November 1938, dem Tag der Novemberpogrome, vor der Synagoge an der Oranienburger Straße Berlin eine Tora-Rolle auf der Straße ausgerollt. Kinder wurden aufgefordert, für ein paar Pfennige Belohnung auf die Rolle zu treten und über die Textabschnitte zu hüpfen. Auf diese Weise wurde die Tora entweiht und der Gottesname verhöhnt.

## Originaltext
- Weimarer Ausgabe Band 53, S. 600ff
- Vom Schem Hamphoras, Faksimile auf Digitalisat der Universität Münster